# Sobór efeski II

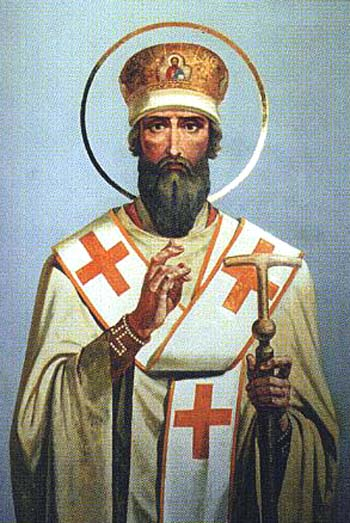
Patriarcha Flawian – ofiara synodu zbójeckiego

Sobór efeski II – sobór powszechny, zwołany w Efezie przez cesarza Teodozjusza II w 449, w celu zakończenia sporu o naturę Jezusa (monofizytyzm). Sobór ten nie jest uznawany przez Kościół katolicki i prawosławny za powszechny, dlatego jest nazywany synodem efeskim. Ze względu na swój przebieg zyskał również miano synodu zbójeckiego.
Po soborze efeskim oskarżony o nieprawowierność Eutyches został usunięty z urzędu archimandryty konstantynopolitańskiego. Chcąc odzyskać urząd i wyjaśnić swoje stanowisko napisał listy do patriarchów: Rzymu, Aleksandrii i Konstantynopola. Wskutek swoich działań został przywrócony przez patriarchę Aleksandrii Dioskura na urząd archimandryty, co odbyło się za zgodą Teodozjusza. Cesarz będący stronnikiem teologicznym monofizytyzmu wyraził również zgodę na zwołanie soboru.
W tym czasie papież Leon I rozpoczął korespondencję z patriarchą Konstantynopola Flawianem w sprawie błędów chrystologicznych Eutychesa. Jego list 28 – „Tomus ad Flavianum” – stanowi jedno z najważniejszych dzieł wyrażających wiarę Kościoła w Chrystusa. Leon posłał ten list także na sobór do Efezu poprzez dwóch legatów. Dwa lata później list ten, będący wyrazem wspólnego stanowiska biskupa Rzymu i patriarchy Konstantynopola Flawiana, został przyjęty i jednomyślnie zaaprobowany przez Sobór chalcedoński (451 r.) jako orzeczenie wiary.
Obrady soboru rozpoczęły się 8 sierpnia 449 i wzięło w nim udział około 150 biskupów. Obradami kierowali Teodozjusz II i patriarcha Aleksandrii Dioskur, obaj będący zwolennikami monofizytyzmu.
Do obrad w soborze nie dopuszczono wielu przeciwników monofizytyzmu, chcąc utrzymać liczebną przewagę jego zwolenników. Nie dopuszczono również delegatów Rzymu. Dioskur nie zezwolił na odczytanie listu papieża Leona I. 
Sobór uznał nauki Eutychesa za prawowierne i wyniósł do godności patriarchy Konstantynopola jego stronnika, Anatoliusza. Kiedy nieliczna mniejszość przeciwników monofizytyzmu zaczęła protestować przeciwko uchwałom soboru, do kościoła, w którym odbywały się obrady, wtargnęła uzbrojona grupa mnichów i siłą usunęła opornych biskupów z miejsca obrad. Patriarcha Flawian został dotkliwie pobity i w wyniku obrażeń wkrótce zmarł.
Do Rzymu wrócił tylko jeden z legatów, Hilary (późniejszy papież), ponieważ drugi zaginął bez wieści. Wysłuchawszy jego relacji Leon I odmówił uznania uchwał soboru. Śmierć Teodozjusza II w 450 i wstąpienie na tron nowego cesarza, będącego przeciwnikiem monofizytyzmu, doprowadziła do zwołania w 451 nowego soboru w Chalcedonie, na którym zostały cofnięte wszystkie uchwały synodu zbójeckiego.